# ペトロ (通貨)
ペトロ（Petro）は、ベネズエラ政府によって発行されていた暗号通貨。

## 概要
2017年12月3日、ニコラス・マドゥロ大統領により導入が発表された。国家レベルで暗号通貨を発行し流通させるのは世界初とされている。裏付けは地下資源とされているが、交換が可能なわけではなく、制度的に不透明である。当初のレートは1ペトロ＝60アメリカ合衆国ドルとされた。
ベネズエラでは深刻なハイパーインフレーションが進行しており、ベネズエラ政府は当初ペトロを国際決済手段として考えていたが、取引に応じる国はなかった。このため国内流通に切り替え、度々ペトロの流通促進措置をとっている。しかし国内市場でも下落が続き、2020年1月には公定価格の半額で取引が行われていた。
しかし、利用は低迷。政府による利用促進策も功を奏さず、2024年1月15日をもって運用を停止し、残ったトークンは現地通貨であるボリバルに交換された。

## 沿革
- 2018年10月1日 - 2018年11月5日からの販売を発表[5]。
- 2018年10月5日 - パスポート受領の唯一の支払い手段がペトロになると発表した。11月1日から実施[6]。
- 2019年12月 - 公務員や年金受給者への年末ボーナスをペトロで支払う[3]。
- 2020年4月 - 新型コロナウイルス感染症の治療・対策に当たる医療従事者へのボーナスをペトロで支払う[3]。
- 2024年1月15日 - 廃止[7]。

## アメリカの反応
2018年1月、アメリカ合衆国財務省はペトロの仮想通貨の作成がベネズエラへの制裁に違反する可能性があると警告した。ドナルド・トランプ大統領（当時）は、ペトロはベネズエラに対する制裁を分かりにくくするように設計されていると主張した。2018年3月19日発効で、アメリカ人またはアメリカ国内でのペトロの取引を禁止する大統領令に署名した。
ブルッキングス研究所は「基軸通貨をほとんど持たない独裁国家が、ペトロ導入のような欺瞞的な手段に訴えたことは比較的驚くべきことではない。ペトロは、何もないところから外貨準備を生み出すために存在している」と述べた。ペトロの販売は仮想通貨の評判を傷つけ、制裁対象国はベネズエラと同じ詐欺的戦略を追求する可能性があると危険性を示していた。